# Korrekturzug
Als Korrekturzug wird bei den Grundfahraufgaben, die in der deutschen praktischen Fahrerlaubnisprüfung verlangt werden, jede Fahrbewegung entgegen der Fahrrichtung der Aufgabe bezeichnet. Um den deutschen Führerschein zu erhalten, dürfen in den verschiedenen Grundfahraufgaben für die Klassen C, C1, D und D1 jeweils nicht mehr als zwei Korrekturzüge durchgeführt werden. Hierbei zählt das aus Platzgründen nötige Rangieren beim Einparken in eine Parklücke nicht als Korrekturzug.

## Belege
- Prüfungsrichtlinie zur Fahrprüfung: Anlage 4 / ¦ \ FAHRTIPPS.DE. Abgerufen am 15. Februar 2015.